# Salix sessilifolia
Salix sessilifolia är en videväxtart som beskrevs av Thomas Nuttall. Salix sessilifolia ingår i släktet viden, och familjen videväxter. Inga underarter finns listade i Catalogue of Life.